# Srilankansk plettet dværghjort
Den srilankanske plettede dværghjort (latin: Moschiola meminna) er et lille drøvtyggende dyr af dværghjorte-familien (Tragulidae), der lever i Sri Lanka. Det latinske navn har tidligere refereret til hele Moschiola-slægten, men nu om stunder skelner man mellem den, Moschiola indica (der lever i Indien) og Moschiola kathygre (der lever i Sri Lanka). Den srilankanske plettede dværghjort lever i tørre områder, mens Moschiola kathygre lever i fugtige områder af Sri Lanka.
Såvel hovedhøjde som kropslængde er 55-60 cm på denne dværghjort. Dens pels er støvet-brun med tre-fire striber langs siderne af kroppen i form af prikker.
| Dyr | Spire Denne artikel om dyr er en spire som bør udbygges. Du er velkommen til at hjælpe Wikipedia ved at udvide den. |